# Filomeno García
Filomeno García Vidal (Lima, 1905 - Lima, 1 de mayo de 1966) fue un futbolista peruano. Jugó como volante izquierdo en el Alianza Lima en la década de los 30.Fue internacional absoluto con la selección peruana de fútbol desde 1927.

## Trayectoria
Participó con la selección peruana en el Campeonato Sudamericano de 1927. Formó parte del equipo aliancista conocido como Rodillo Negro.Fue uno de los protagonistas del primer clásico frente a la Federación Universitaria.

## Palmarés
| Título                                         | Club         | País | Año  |
| ---------------------------------------------- | ------------ | ---- | ---- |
| Primera División del Perú                      | Alianza Lima | Perú | 1927 |
| Primera División del Perú                      | Alianza Lima | Perú | 1928 |
| Primera División del Perú                      | Alianza Lima | Perú | 1931 |
| Primera División del Perú                      | Alianza Lima | Perú | 1932 |
| Primera División del Perú                      | Alianza Lima | Perú | 1933 |
| Primera División de la Liga Provincial de Lima | Alianza Lima | Perú | 1939 |